# إليزابيث هاي
إليزابيث هاي (بالإنجليزية: Elizabeth Hay)‏‏ (22 أكتوبر 1951 في أوين ساوند - ) روائية، وكاتِبة من كندا.